# Puente Purísima
Puente Purísima son dos puentes carreteros que atraviesan el río Mapocho, en la ciudad de Santiago. Construidos el año 1890 por la empresa Lever, Murphy & Co., tienen la categoría de Monumento Histórico nacional desde 1997. Actualmente en servicio, son una conexión posible que tienen los automóviles que vienen de la comuna de Recoleta hacia el centro de Santiago.

## Historia
Dentro del proyecto de canalización del río Mapocho y construcción del parque Forestal en Santiago, se discutió la construcción de puentes definitivos que conectarían los barrios de La Chimba y La Recoleta con el resto de la ciudad. Los puentes metálicos que estaban de moda en Europa fueron la solución, los que ofrecían mayor duración de las estructuras de maderas usadas anteriormente en el mismo lugar.
La empresa Lever, Murphy & Co. y la Compañía Schneider et Cie, Le Creusot, se adjudicaron las obras de fabricación y montaje de las ferreterías de los puentes sobre el río entre 1889 y 1892. Lever, Murphy y Compañía fue una empresa chilena, de probada experiencia en la construcción de estructuras metálicas con más de 10 puentes de gran envergadura construidos a la fecha. Ellos se adjudicaron los 3 primeros puentes a fines de 1888. La metalúrgica francesa Schneider-Creusot, de gran renombre internacional, luego de la construcción del viaducto Malleco acaparaba la construcción de puentes ferroviarios en el sur del país y pudo negociar mejor adjudicándose los puentes restantes el 15 de septiembre de 1890. La primera construiría 3 puentes de fierro de vigas de celosía Whipple y la segunda enviaría la ferretería para armar 5 puentes de acero de vigas en arco semiparabólicas tipo Schwedler. Estos últimos serían montados por sus representantes en Chile. Los puentes fueron en general proyectados por Valentín Martínez, ingeniero hidráulico a cargo de las obras, y por el ingeniero José Luis Coo. Los franceses, sin embargo, sugirieron cambios a su conveniencia. 
Con respecto al puente Purísima, está ubicado frente a la calle del mismo nombre. Tiene una superficie aproximada de 1005,92 metros cuadrados, según consta al declararse monumento histórico mediante el decreto supremo n.º 824, de 1997, del Ministerio de Educación. El puente que se encuentra aguas abajo es realmente el antiguo puente Loreto, que fue trasladado en 1980 por la empresa constructora Ingenieros Consultores César Barros para construir un nuevo puente de hormigón armado. Es decir, lo que hoy conocemos como Puente Purísima, realmente son dos puentes carreteros Lever Murphy unidos desde 1980. El tercer puente sobre el Mapocho de esa empresa chilena, que fue el primero en terminarse dentro de estas obras en 1889, es el Puente Veintiuno de Mayo. Este se encuentra aguas abajo cerca de donde se encontraba el puente de Calicanto.

## Entorno
El Puente Purísima está emplazado en el centro de Santiago, en un sector que se puede denominar el epicentro de eventos masivos recurrentes como marchas estudiantiles, marchas masivas en general, ferias libres, eventos artísticos y culturales, como el paso de la pequeña gigante y su tío Escafandra de la compañía Royal de Luxe. También fue escenario del circuito de Santiago en la carrera Santiago E-Prix de la Fórmula E en 2018, aunque los monoplazas no cruzaron por el puente, sino que solo pasaron por el costado de sus salidas norte y sur.
Por debajo de la estructura se encuentra emplazada un proyecto de ciclovía conocida como Mapocho pedaleable, pero su nombre oficial es Cicloparque Mapocho 42K. El cual es un proyecto que consiste en acondicionar los bordes del río Mapocho a lo largo de 42 kilómetro como ciclovía. Esta ciclovía recorre desde la plaza San Enrique en Lo Barnechea hasta Pudahuel. El proyecto original contempla todo el tramo pavimentado con buena iluminación y áreas verdes alrededor, como áreas de descanso con bancas, aunque la ejecución del proyecto varía según la comuna por donde pasa.  

## Restauraciones
Durante el año 2009 se realizaron trabajos de mantención y mejoramiento de la iluminación de un proyecto del Ministerio de Obras Públicas para perfeccionar el aspecto del barrio.
Hubo una restauración en noviembre del año 2013, de tres puentes que cruzan el Mapocho: Pío Nono, Recoleta y Purísima, a cargo de la Corporación para el Desarrollo de Santiago (Cordesan), que se encarga primordialmente de mejorar la calidad de vida de los vecinos y también usuarios de la comuna, desarrollando proyectos que transformen el barrio y que le otorguen energía. Para costear los arreglos, durante los trabajos se colocaron paletas publicitarias en los tres puentes. Las reparaciones en el Puente Purísima fueron principalmente limpieza de grafitis de los fierros de la estructura.